# المنصف بن سالم

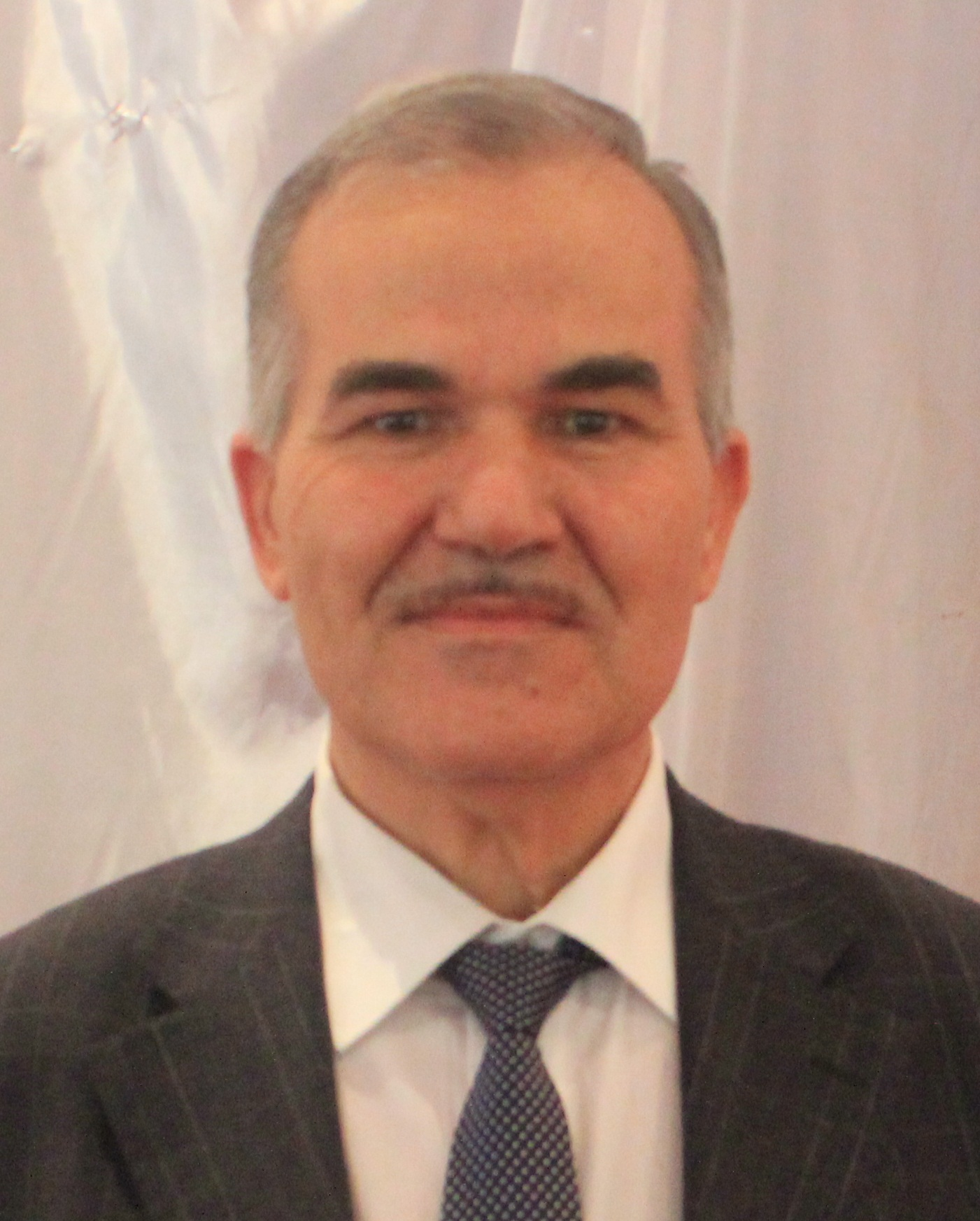
المنصف بن سالم

المنصف بن سالم (بالفرنسية: Moncef Ben Salem)‏ ولد في 1 أبريل 1953 وتوفي في 24 مارس 2015، هو عالم (علمي) وجامعي وسياسي تونسي. تقلد منصب وزير التعليم العالي بعد الثورة التونسية بين 2011 و 2014 في حكومتي حمادي الجبالي وعلي العريض.

سجن وعذب وحرم من العمل والسفر والتنقل منذ 1987 حتى الثورة.

في 2015، المؤسسة التونسية للعلوم والبحوث والتي تتكون من أكاديميين تونسيين مقيمين ويعملون في ألمانيا، وتكريما للمنصف بن سالم، قامت بإنشاء جائزة المنصف بن سالم في فئتين، للبحوث، وللأطروحات، وهي جائزة علمية فتحت لها باب الترشح لتكريم المتفوقين في المجال العلمي.

## السيرة الذاتية

### الدراسات
تحصل المنصف بن سالم في 1970 على الباكالوريا في اختصاص رياضيات، وشهادة جامعية في الدراسات العلمية في 1972، ثم شهادة في الرياضيات في 1974، وفي فرنسا في عام 1975 تحصل على شهادة مهندس رئيسي في الآلية، ثم دكتوراه في الفيزياء في عام 1976 وذلك في عمر 23 سنة 
ثم أخيرا على الدكتوراه في الرياضيات في 1980.

### المسيرة في التعليم العالي
درس في الوكالة الجامعية الفرانكوفونية في بلجيكا وكندا، وهو أحد مؤسسي المدرسة الوطنية للمهندسين بصفاقس. كأستاذ محاضر، تم تعيينه أستاذا في التعليم العالي بعد قانون 3 ديسمبر 2012، والذي قدمه كوزير.

كان كاتب عام مؤسس لنقابة التعليم العالي في صفاقس. وكان أستاذ زائر في جامعة ماريلاند (الولايات المتحدة) وكذلك في المركز الدولي للفيزياء الأساسية في إيطاليا. وهو كذلك عضو في المركز الوطني الفرنسي للبحث العلمي في فرنسا، وفي المركز الدولي للفيزياء النظرية في ترييستي في إيطاليا، واتحاد الفيزيائيين والرياضيين العرب.

### السجن والتضييقات
تم اعتقال المنصف بن سالم في 26 نوفمبر 1987 بتهمة انتمائه لحركة النهضة، وحكم عليه ب20 سنة، منهم 10 سنوات أشغال شاقة و 10 سنوات مراقبة إدارية. ظل بحالة إيقاف حتى 1989. في 1990 وبأمر رئاسي تم شطب اسمه من الجامعات التونسية ومنعه من التدريس والمحاضرة فيها. تم إيقافه في نفس السنة بسبب تصريح لصحفي جزائري وأفرج عنه في 1993، ووضع تحت الإقامة الجبرية بدون حكم قضائي حتى 2001، تم قطع هاتفه القار لأربع سنوات، ومنع من التقاط صحون هوائية للتلفاز، وخدمات التأمين الصحي، وكذلك منعه وأبنائه من اقتناء جوازات سفر. في 1994، لم يسمح له بزيارة والدته والحضور في جنازتها لكونه تحت الإقامة الجبرية. دخل في 30 مارس 2006 هو وعائلته في إضراب جوع بعد أن تقرر طرد أبنائه من الجامعة التونسية بسبب مظاهرة طلابية.

### السيرة السياسية
منذ 1987، تم منعه من التدريس، من السفر ومن التنقل، ووضع تحت الرقابة البوليسية بتهمة انتمائه لحركة النهضة الإسلامية.

بعد الثورة التونسية في 2011، تم تعيينه في نفس السنة وزيرا للتعليم العالي والبحث العلمي في حكومة حمادي الجبالي ومن بعده في حكومة علي العريض، بعد فوزه بمقعد عن حركة النهضة عن دائرة صفاقس الانتخابية الثانية في المجلس الوطني التأسيسي التونسي. استقال من منصبه كنائب تأسيسي في 28 فبراير 2012 وتم تعويضه بسلاف القسنطيني ليفرغ لمهام الوزارة.

في 13 مارس 2013، تم تعيينه مرة ثانية في نفس المنصب في حكومة علي العريض حتى 29 يناير 2014.

### وفاته
توفي المنصف بن سالم في 24 مارس 2015 بعد صراع طويل مع المرض جراء التعذيب قبل الثورة وبعد أكثر من سنة بقليل من انتهاء مهامه في الوزارة. 

تم تأبينه يوم 25 مارس 2015 في مقر حركة النهضة بحي مونبليزير في تونس العاصمة بحضور قيادات الحزب وأنصاره ومختلف الشعب وبعد ذلك مباشرة تم صلاة الجنازة عليه في جامع مونبليزير في نفس المنطقة. بعد ذلك توجه به لمسقط رأسه في صفاقس لدفنه. شارك في العزاء قيادات من حركة النهضة وعائلته والعديد من الشخصيات التونسية وممثلي الدول في تونس.
- عزت حركة رشاد الجزائرية عائلة بن سالم والشعب التونسي عموما، وقالت أن «هذا الرجل جمع بين العلم والأخلاق والنضال» وكذلك هو «رمز من رموز الثبات والنضال» وذلك في بيان على صفحتها الرسمية على الفيسبوك.[6]
- نعى المجلس الإسلامي الدانمركي المنصف بن سالم للمسلمين عامة وللشعب التونسي خاصة ووصفه بالراحل الكبير...وصاحب القامة العلمية الكبيرة وذلك في بيان له على صفحته الرسمية على الفيسبوك.[7]
- عزى التجمع الوطني للإصلاح والتنمية - تواصل الموريتاني حركة النهضة والأمة الإسلامية في وفاة المنصف بن سالم ووصفته «بالنموذج لفارس العلم والنضال وقدوة في الإخلاص للعمل الإسلامي والثبات على المبادئ» وذلك في بيان على صفحته الرسمية على الفيسبوك.[8]

### حياته الخاصة
بن سالم متزوج وأب لأربعة أبناء.

## المناصب والألقاب
تقلد المنصف بن سالم عدة مناصب ويملك عدة شهادات وهي:
| - شهادة جامعية في الدراسات العلمية في 1972. - شهادة في الرياضيات والفيزياء في 1972. - شهادة الأستاذية في الرياضيات في 1974. - شهادة الدراسات المعمقة في الرياضيات في 1975 في باريس (فرنسا). - شهادة في الهندسة الآلية برتبة مشرف جدا في 1976 في باريس (فرنسا). - دكتوراه دولة في الرياضيات من أكاديمية العلوم في 1980 في باريس (فرنسا). - دكتوراه دولة في الفيزياء في 1976. - أستاذ مشارك في المركز الدولي للفيزياء النظرية في ترييستي (إيطاليا). - عضو في الوكالة الدولية للطاقة الذرية. | - مقرر بالمركزية الدولية للرياضيات في برلين. - عضو اتحاد الجامعات الناطقة كليا أو جزئيا باللغة الفرنسية في بلجيكا وكندا. - عضو المركز الوطني الفرنسي للبحث العلمي (فرنسا). - عضو اتحاد الفيزيائيين والرياضيين العرب ونائب رئيس مؤتمره الرابع. - عضو في مؤسسة الكويت للتقدم العلمي. - عضو اللجنة الوطنية للبحوث العلمية في تونس العاصمة. - أستاذ الرياضيات والفيزياء بكلية العلوم بصفاقس. - أستاذ في معهد الرسكلة والتكوين المستمر في تونس العاصمة. |

## مقالات ذات صلة
- حكومة حمادي الجبالي
- حكومة علي العريض